# Hermann Gröpeling
Hermann Gröpeling, seltener Hermann von Gröpelingen (* um 1400?; † nach 1464), war Bremer Ratsherr und Bürgermeister spätestens ab 1428 und mindestens bis 1464.

## Leben
Gröpeling entstammte einer der vermögendsten und einflussreichsten Familien Bremens, die mehrfach Bürgermeister stellte, durch Arnd von Gröpelingen bereits früh Einfluss ausübte, und meist im Bremer Rat vertreten war. Sie ging auf eine Ministerialenfamilie zurück. 
Hermann war in einer Zeit Bürgermeister, in der Bremen den Höhepunkt seiner Expansionspolitik überschritten hatte. Infolgedessen kam es zu Machtkämpfen innerhalb der Stadt. Am 11. März 1428 gelang es den alten Familien, die später durch Unterstützung der Hanse, König Sigismunds und des Reichskammergerichts ihre Macht in der Stadt wiederherstellten, einen Kompromiss zu erreichen. Sie waren infolge des Verlusts der friesischen Gebiete im Jahr 1424 entmachtet worden. Doch einige von ihnen, wie die Bürgermeister Heinrich Scharhar und Hermann Gröpeling, setzten sich bald nach Delmenhorst ab, wo sie und sechs weitere Ratsherren bei Erzbischof Nikolaus Aufnahme fanden. Diese waren Johann Mund, Hinrich Blixen und Hinrich Buseke, Gerd von Varle, Johann Balleer und Daniel Brand. Sie gingen trotz Versöhnungsangeboten des Rates nach Stade zum schon 1425 dorthin geflohenen Bürgermeister Herbort Duckel. Dieser zog Bremen vor das Reichskammergericht, zudem wurde Bremen aus der Hanse ausgeschlossen. 1430 wurde Johann Vasmer im Zuge der Auseinandersetzungen hingerichtet. Schließlich gelang es den alten Familien, ihre Macht in der Stadt wiederherzustellen. 
1443 war Gröpeling einer der Gesandten Bremens auf dem Hansetag in Lübeck.
1461 entschied Herrmann Gröpeling in einem Erbstreit zusammen mit den Ratsherren Diderich Scharhar und Daniel Brand zugunsten von Gesche, der Tochter des früheren Bürgermeisters Gerd von Dettenhusen.
In der Außenpolitik spielte die Sicherheit der Handelswege eine überaus wichtige Rolle für die in der Stadt vorherrschende Händlergruppe. Doch die Wege waren in einigen Gebieten ausgesprochen unsicher, insbesondere gingen von der Burg Langwedel immer wieder Überfälle aus. So klagte Bremen 1463 bei der Hanse. Bremen und Lüneburg wurden zur Aufnahme der Fehde beauftragt. Gemeinsam belagerten und eroberten sie die Burg. Die Lüneburger überließen die Burg für 2000 Goldgulden den Bremern. Graf Gerhard von Oldenburg bot an, die Summe vorzustrecken. Der Rat erklärte sich in seiner Mehrheit damit einverstanden, doch kam es bald zum Streit mit dem Grafen. Als dieser sein Geld zurückverlangte, versuchte der Rat die Summe durch einen Schoss aufzubringen, doch lehnte die Bürgerschaft die Erhebung der Steuer ab. Stattdessen wurden die vier Bürgermeister und diejenigen, die der Beleihung zugestimmt hatten, gefangengesetzt. Der Erzbischof konnte jedoch einen Frieden vermitteln. 1464 galten die drei Bürgermeister Gröpeling, Jacob Olden und Carsten Steding als die reichsten Bürger der Stadt. Sie mussten die Kosten aus ihrem Privatvermögen tragen. Die Burg Langwedel sollte dem Erzbischof als Lohn für seine Vermittlertätigkeit geschenkt werden. 
Als der Graf von Oldenburg jedoch seine Raubzüge wieder aufnahm, boten Bremen und der Erzbischof eine Armee gegen ihn auf. Sie zerstörten die Schanze Altona an der Mündung der Hunte, die 40 Mann Besatzung wurden hingerichtet. Danach belagerte die Armee Oldenburg. Trotz erneuten Friedensschlusses kam es weiterhin zu Raubüberfällen auf Bremer Händler.
1464 verstarb Hinrich, der Sohn Hermann Gröpelings.